# 加藤学 (政治家)
加藤 学（かとう がく/ まなぶ、1968年12月17日 - ）は、日本の政治家。元衆議院議員（1期）。

## 略歴
上田市立塩田中学校、長野県上田高等学校、早稲田大学商学部卒業後、NHKにディレクターとして入局。国立マラヤ大学大学院（経済学修士）、ロンドン大学SOAS大学院経済学博士課程中退（Ph.Dcandidate）。JETROアジア経済研究所研究員、国際林業研究センター客員研究員などを歴任する。
2005年、第44回衆議院議員総選挙に初めて立候補。自由民主党の宮下一郎に敗れ落選。
2009年、第45回衆議院議員総選挙では、宮下を破り初当選した。
2012年の消費増税をめぐる政局では、野田内閣による消費増税法案の閣議決定に抗議して4月2日に党総務副委員長の辞表を提出し、4月23日の党役員会で受理された。6月26日の衆議院本会議で行われた消費増税法案の採決では、党の賛成方針に反して反対票を投じた。民主党は7月3日の常任幹事会で党員資格停止2カ月の処分とする方針を決定したが、加藤が7月4日になって離党届を提出したため、7月17日の常任幹事会で離党届を受理せず除籍処分とすることを正式決定した。
7月11日の国民の生活が第一結党に参加した。7月17日に民主党を除籍になるまでは政党の二重所属状態であった。
12月16日の第46回衆議院議員総選挙に日本未来の党公認で出馬するも、宮下に敗れ落選。落選後は、政治活動の停止を表明しており、後援会も解散している。

## 政策
- 選択的夫婦別姓法案に賛同している。自身結婚したい女性がいるが、この法案が通らないために結婚できていない、とも自身のブログに書いている[20]。

## 経歴
- 2005年（平成17年）第44回衆議院議員総選挙長野5区落選
- 2009年（平成21年）第45回衆議院議員総選挙長野5区当選
- 2012年（平成24年）第46回衆議院議員総選挙長野5区落選